# Sông Nin Trắng
Sông Nin Trắng (tiếng Ả Rập: النيل الأبيض, phiên âm: an-Nīl al-Ābyaḍ) là một con sông ở châu Phi, nó cũng là một chi lưu của sông Nin. Chi lưu này hợp với sông Nin Xanh tại thủ đô của Sudan, Khartoum để tạo thành dòng Nin chính. Dòng sông này dài khoảng 3.700 km tính từ hồ Victoria đến chỗ hợp lưu với dòng Nin chính.